# Paracaroides pratti
Paracaroides pratti là một loài bướm đêm trong họ Noctuidae.